# Щербачов Дмитро Григорович
Дмитро Григорович Щербачов (6 (18) лютого 1857 або 18 лютого 1857 , Російська імперія  — 18 січня 1932 , Ніцца ) — військовий діяч Російської імперії та періоду Української революції, генерал від інфантерії.

## Біографія
Військову освіту здобув у Орловській військовій гімназії, Олександрівському військовому училищі (1876), Михайлівському артилерійському училищі.
Служив у гвардійській кінно-гарматній бригаді. У 1884 році закінчив Миколаївську академію Генерального штабу, обіймав посади старшого ад'ютанта штабу 2-ї гвардійської піхотної дивізії, штаб-офіцера Санкт-Петербурзького військового округу, начальника штабу 2-ї гвардійської піхотної дивізії, командира лейб-гвардії Павлівського полку.
З 1903 року  — генерал-майор. Невдовзі призначений командиром 1-ї Фінської бригади, відтак начальником Миколаївської військової академії (1907—1912). З 1908 року — генерал-лейтенант.
У часі Кривавої неділі 9 січня 1905 року у Петрограді Щербачов командував особливим гвардійським загоном. Загін Щербачова розігнав робочу демонстрацію на Невському проспекті. Брав участь у придушенні заворушень в Кронштадті і бунту лейб-гвардії Саперного батальйону.

### Роки Першої Світової Війни
У роки Першої світової війни 1914-1918 рр. - командир 9-го армійського корпусу, командувач 11-ї і 7-ї армій Південно-Західного фронту, помічник головнокомандувача (фактичний головнокомандувач) арміями Румунського фронту (1917).
Корпус Щербачова брав участь у Галицькій битві в складі 3-ї армії Південно-Західного фронту. Після успішних боїв на Золотій і Гнилий Липі проявив ініціативу і окупував Львів, за що нагороджений орденом Святого Георгія 4-го ступеня. У середині вересня 1914 року очолив облоговий загін (дивізій) фортеці Перемишль. 24 вересня (7 жовтня) провів невдалий штурм фортеці, і 8 жовтня облоговий загін генерала Щербачова був розформований.
Під його командуванням армія брала участь у Карпатській операції та великому відступі 1915 року, що почався після Горлицького прориву. Щербачову вдалося успішно відвести свою армію на Дністер і завдати сильний контрудар Південній німецької армії; за цю одиноку перемогу під час загального відступу генерал Щербачов нагороджений орденом Святого Георгія 3-го ступеня.

### Після Лютневої революції, співпраця із Українською Центральною Радою
Після Лютневої революції 1917 в Росії й утворення Української Центральної Ради зустрівся з Генеральним секретарем військових справ Симоном Петлюрою, і в листопаді 1917 року очолив Український фронт (об'єднаний Румунський та Південно-Західний фронти).
Після Жовтневого збройного перевороту Щербачову вдалося на певний час стримати розкладання військ фронту під впливом революційних подій і більшовицької агітації. Домігся того, що фронтовий комітет 30 жовтня 1917 ухвалив рішення про невизнання радянської влади. 13 січня 1918 року Щербачов постановою РНК РСФСР оголошувався «ворогом народу» і «поза законом». 
Енергійно проводив націоналізацію (в тому числі українізацію) російських частин Румунського фронту.

### Перехід на сторону білогвардійського руху
Не був підтриманий урядом УНР, який фактично взяв курс на ліквідацію регулярного війська й утвердження міліційної системи. Вороже поставився до 4-го Універсалу Центральної ради, після чого склав з себе повноваження командувача Румунського фронту. Взимку 1918 року виїхав до Одеси. Вступив до Комітету Південної України, який підтримав генерала Антона Денікіна — весною 1920 року увійшов до уряду Петра Врангеля в Криму.
На Паризькій мирній конференції 1919-1920 р. представляв уряд білої Росії. На початку 1920-х років перебував у Чехословаччині та Сербії, де формував російські військові частини, опікувався інтернованими. Помер у Парижі, похований на російському цвинтарі Кокад.
Нагороджений орденом Святого Володимира, орденом Почесного легіону, орденом Святої Ганни, офіцерською Георгіївською зброєю.